# Musée du Scaphandre
 (septembre 2016).
Si vous disposez d'ouvrages ou d'articles de référence ou si vous connaissez des sites web de qualité traitant du thème abordé ici, merci de compléter l'article en donnant les références utiles à sa vérifiabilité et en les liant à la section « Notes et références ».
Le musée du Scaphandre est un musée français situé à Espalion, dans le département de l'Aveyron, en région Occitanie.

## Localisation
Le musée du Scaphandre est situé, de même que le musée Joseph-Vaylet, dans l'ancienne église Saint-Jean-Baptiste, à Espalion, dans le quart nord-est de l'Aveyron. L'entrée autrefois située boulevard Joseph-Poulenc, s'effectue désormais par le portail de l'ancienne église, au 38 rue Droite, donnant accès aux deux musées.

## Historique et collections
Le musée du Scaphandre a été fondé en 1977, conjointement avec le musée d'arts et traditions populaires Joseph-Vaylet grâce à des initiatives de particuliers. Deux salles du rez-de-chaussée de l'ancienne église sont occupées par le musée du Scaphandre qui a été inauguré le 21 juin 1980.
Le scaphandre autonome moderne découle d'inventions de deux ingénieurs aveyronnais :
- Benoît Rouquayrol (1826-1875), ingénieur des mines (pour les sauvetages dans les mines inondées) ;
- Auguste Denayrouze (1837-1883), lieutenant de vaisseau.

Cet établissement tenu par des bénévoles rend hommage à ces deux inventeurs et expose de nombreux scaphandres, matériels de plongée militaire et civile et de travaux sous-marins, anciens et modernes, dont des équipements donnés par des entreprises comme la Comex ou Elf.
En juillet 2008, une convention tripartite entre l'association Joseph-Vaylet, la commune d'Espalion et le département a été signée. Elle vise à transférer à ce dernier la gestion des musées de la ville et une réorganisation complète des musées par le département est en cours.

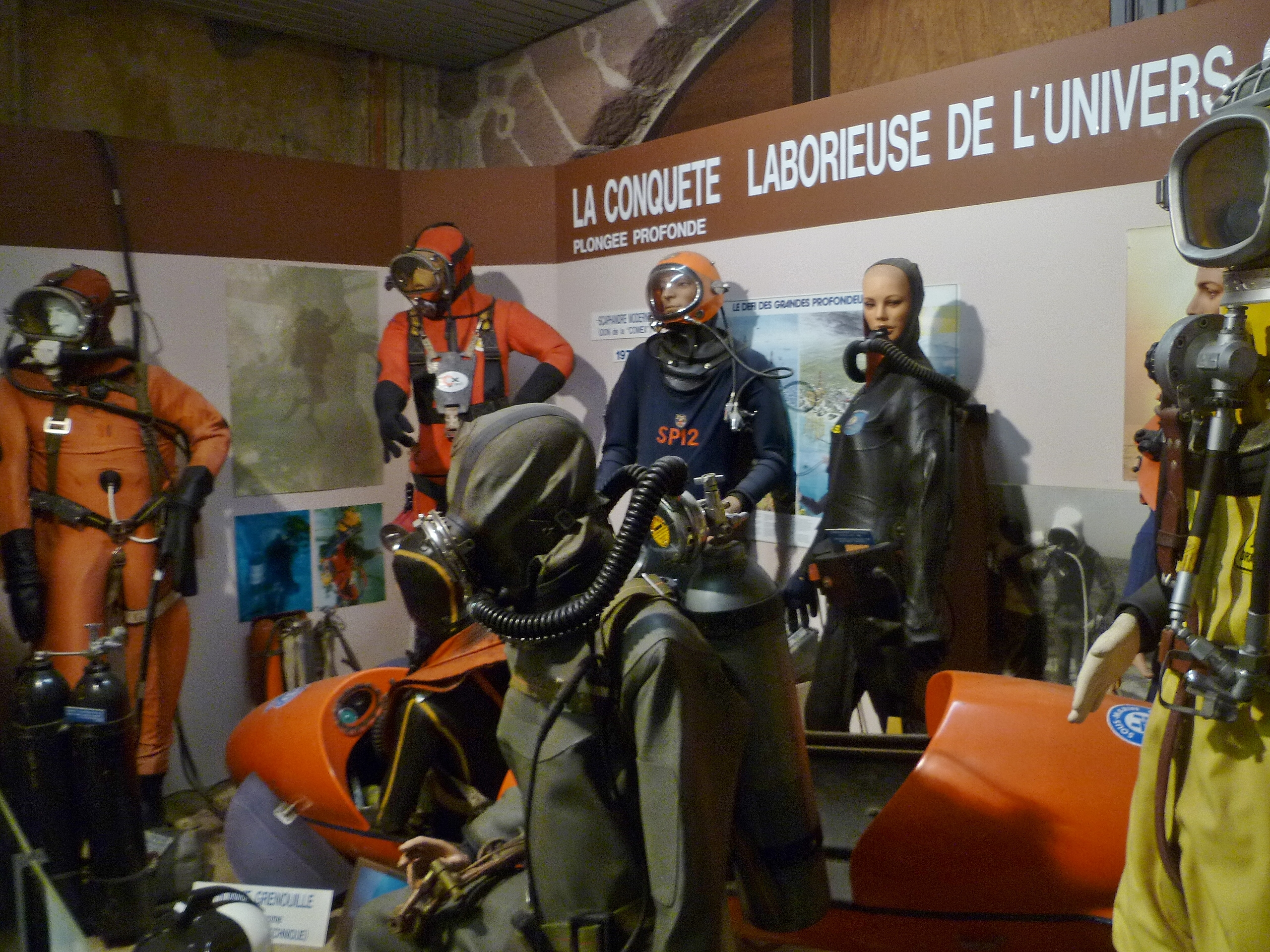
Tenues de plongée.
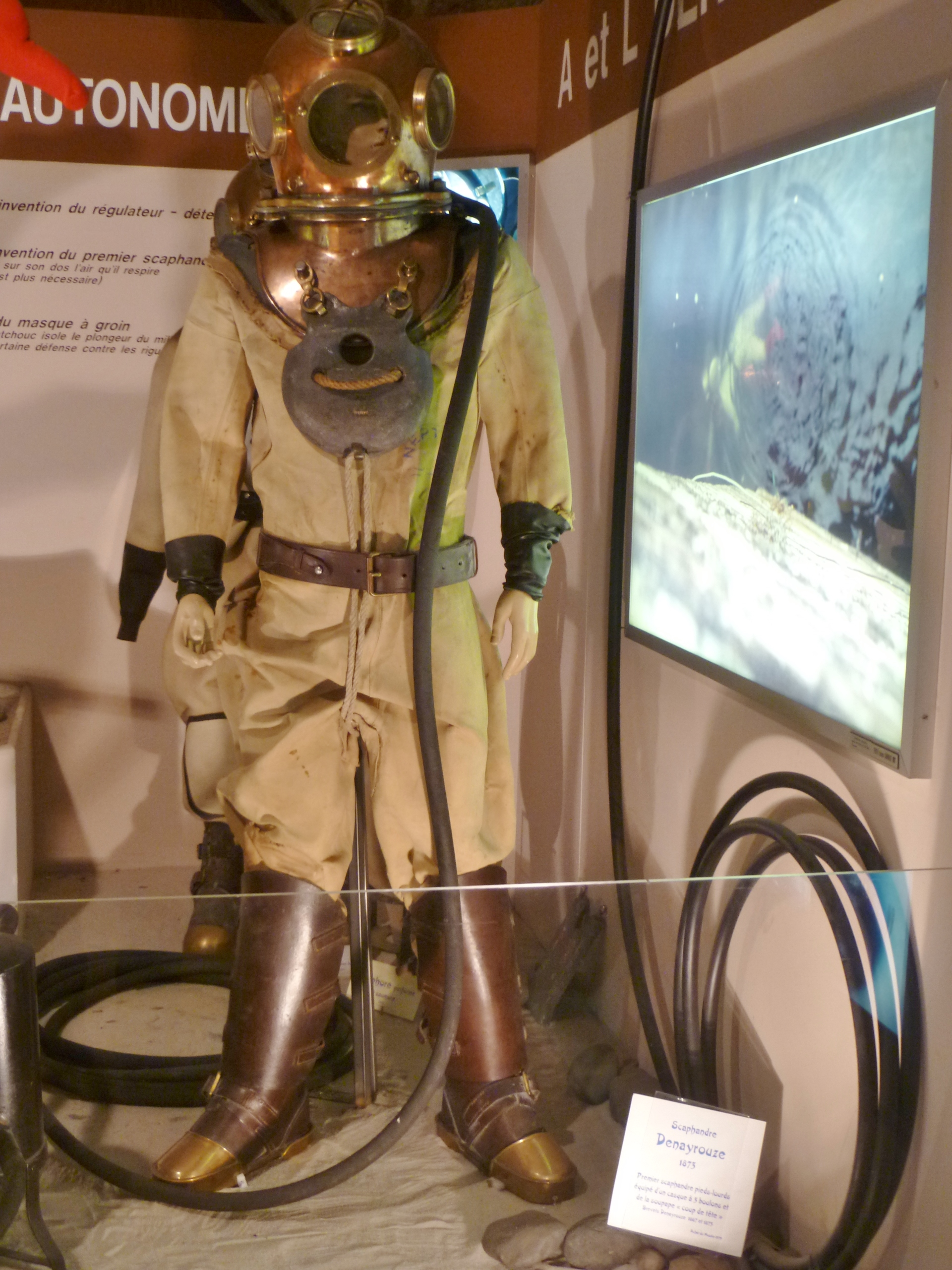
Le premier scaphandre à pieds lourds créé par Denayrouze en 1873.
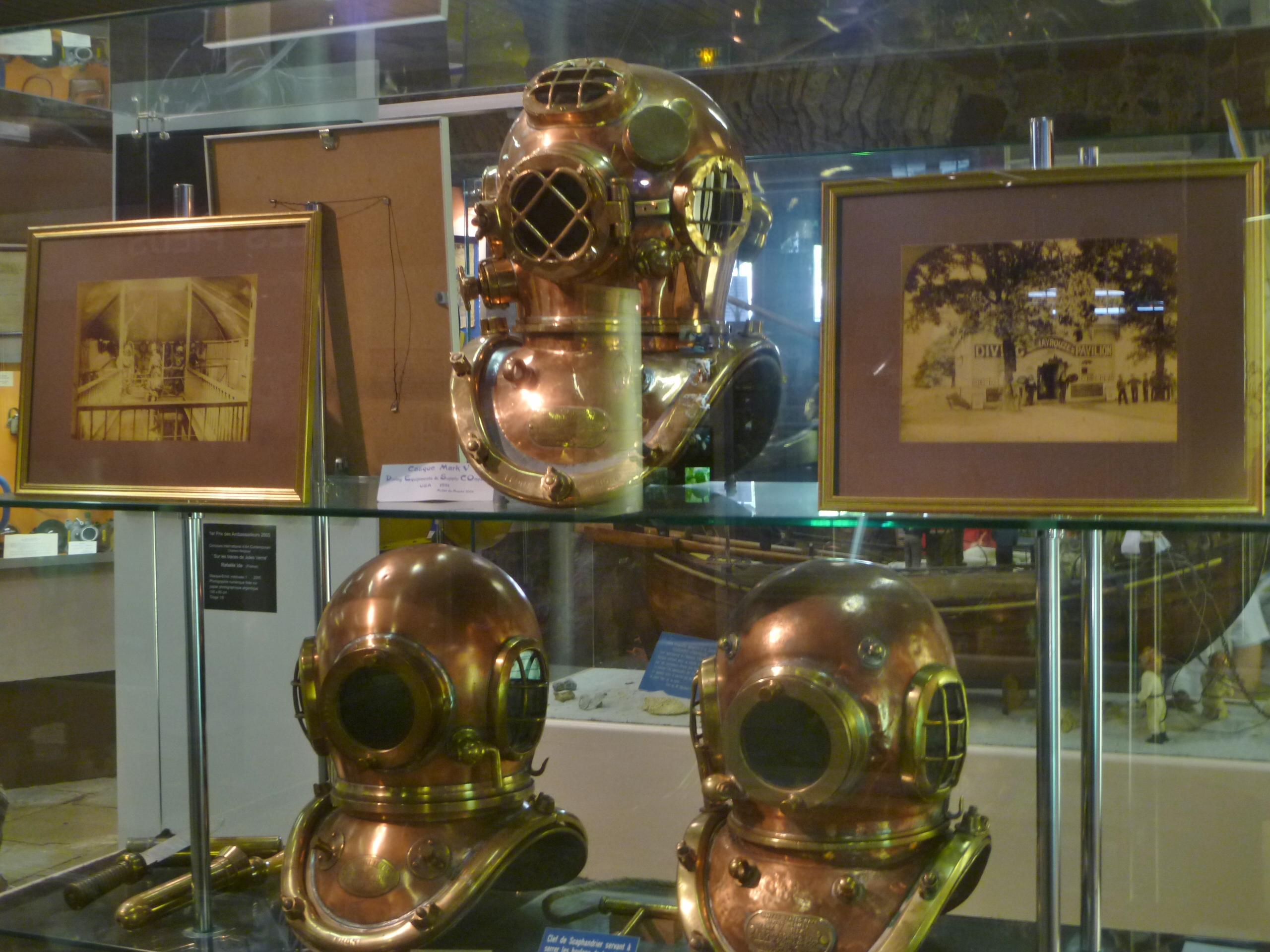
Différents casques.

## Musée Joseph-Vaylet
Dans la partie orientale du même bâtiment se trouve le musée Joseph-Vaylet consacré aux arts et traditions populaires du Rouergue.